# Georges Bataille
Georges Bataille (10 de setembre de 1897 – 9 de juliol de 1962) va ser un escriptor, antropòleg i filòsof francès, tot i que evitava el qualificatiu de filòsof.

## Vida i obra
Bataille volia ser sacerdot i va ingressar en un seminari catòlic, encara que va perdre la fe el 1922. Sovint se'l cita per haver anomenat els bordells de París com les seves autèntiques esglésies, cosa que es troba recollida en els conceptes de què se serveix en els seus treballs.
Després va treballar com a bibliotecari, cosa que li va donar una certa llibertat per no tractar les seves idees com a treball. Fundador de nombroses publicacions i grups d'escriptors, Bataille és l'autor d'una obra abundant i diversa: lectures, poemes, assajos de nombrosos temes (sobre el misticisme de l'economia, de passada sobre poesia, filosofia, les arts, l'erotisme). Algunes vegades va publicar amb pseudònims, i algunes de les seves publicacions van ser censurades. Va ser relativament ignorat en la seva època, i menyspreat per contemporanis seus com Jean-Paul Sartre pel seu suport al misticisme, però després de la seva mort ha influenciat autors postmoderns com Michel Foucault, Philippe Sollers i Jacques Derrida, tots ells afiliats a la publicació Tel Quel. Més recentment, ha influenciat el treball de filòsofs anglosaxons notables com Crispin Sartwell.
Bataille va ser membre de l'altament influent Col·legi de Sociologia de França entre la primera i segona guerres mundials.
Les seves influències principals van ser Hegel, Freud, Karl Marx, Marcel Mauss, el marquès de Sade i Friedrich Nietzsche. A l'últim, el va defensar en un conegut assaig contra la seva apropiació pels nazis. Fascinat pel sacrifici humà, va fundar una societat secreta, Acéphale (sense cap), el símbol del qual era un home decapitat, amb l'objectiu d'instigar una nova religió, i planejava sacrificar la seva amant en el moment de la inauguració.
Bataille tenia un inusual talent interdisciplinari; va usar diverses influències i diverses maneres de discurs per a crear el seu treball.
La seva novel·la La història de l'ull, per exemple, publicada sota el pseudònim de Lord Auch (literalment, Lord 'a la merda'), va ser inicialment llegida com pura pornografia, fins que, a mesura que la interpretació del treball va madurar amb el temps, va revelar la seva considerable profunditat emocional i filosòfica, característiques d'altres escriptors categoritzats dins de la literatura de la transgressió. Les imatges de la novel·la estan construïdes sobre una sèrie de metàfores que, al seu torn, fan referència a edificacions filosòfiques desenvolupades en el seu treball: l'ull, l'ou, el sol, la terra i el testicle.

## A Catalunya
Bataille, el maig del 1935, va acabar d'escriure a Tossa de Mar Le bleu du ciel, una novel·la inspirada en la insurrecció de Barcelona. La seva preocupació coincidia amb el que havia viscut Masson i confluïen els dos escenaris –el literari i el plàstic– per reflexionar sobre el sol, la vida, el sacrifici i la mort. Publicada l'any 1957, amb situacions que tenien lloc a Barcelona, els crítics consideren que era un clar homenatge a l'amic. A Aube à Montserrat, Masson va reflectir les experiències viscudes a Montserrat, sobre les quals escriu Bataille. La figura de l'home acèfal damunt la muntanya i els poemes de Masson van ser la base del manifest de Bataille per a la revista de nova creació Acéphale, que va escriure durant l'estada d'abril del 1936. L'ésser acèfal contenia dues obsessions igualment violentes i una era les complicitats entre el pintor i l'escriptor. Al llarg d'aquests dos anys de Tossa, es van consolidar dos vells projectes com Sacrifices (1936) –amb els aiguaforts de Masson i les paraules de Bataille– i Minotaure (1933), revista i títol donats per tots dos, en què emergia la mirada coincident vers Nietzsche.
El setembre del 1936, Bataille va tornar a venir per emportar-se obres a París. Allà, el desembre del 1936, la Galerie Simon va presentar l'exposició "André Masson. Espagne 1934-36", en què al marge de les obres d'aquest període es podia veure el projecte de cartell per a les Milícies Catalanes. L'impacte i l'horror de la guerra van perseguir els somnis de molts dels artistes que havien estat a Tossa. Uns mesos més tard de la fugida, Masson va escriure a Bataille per dir-li que ell se sentiria bé si no fos per aquell dolor que encara l'ofegava tot i la distància física. La ferida va continuar per a molts: uns se'hi van implicar activament, com Stanley William-Hayter i Dalla Husband, mentre que d'altres com Masson o Chagall van expressar-ne el dramatisme en obres posteriors.